# Zaldivia
Zaldivia (oficialmente en euskera: Zaldibia) es un municipio de la provincia de Guipúzcoa, en la comunidad autónoma del País Vasco en España. Pertenece a la comarca del Goyerri y abarca una extensión de 16,2 km cuadrados y su población actual ronda los 1500 habitantes.
Se halla situada al pie de la sierra de Aralar, a orillas del río Amundarain que nace en sus montes cercanos, y se junta con el río Oria entre las villas de Ordicia y Arama. Limita al oeste con Gaínza, al este con Lazcano, al sur con Atáun y Abaltzizketa y al norte con Alzaga, Arama y Ordicia.

## Toponimia
Un posible origen del topónimo Zaldibia podría estar en la unión de los términos zaldi = caballo e ibia = vado, con lo que el significado sería vado o paso fluvial de caballos.

## Historia
Existen restos megalíticos en los montes cercanos de la sierra de Aralar, como el dolmen de Argarbi situado en la cima de la elevación de la cual adopta su nombre. En 1399 se anexiona a Ordicia, sometiéndose a su jurisdicción civil y criminal pero conservando sus términos, montes y demás bienes, así como su administración económica particular. En 1615 se constituye en villa independiente con Felipe III.
Hacia mediados del siglo XIX, el lugar, ya por entonces con ayuntamiento propio, tenía contabilizada una población de 1102 habitantes. Aparece descrito en el decimosexto y último volumen del Diccionario geográfico-estadístico-histórico de España y sus posesiones de Ultramar de Pascual Madoz con las siguientes palabras:

ZALDIVIA: v. con ayunt. en la prov. de Guipúzcoa, part. jud. de Tolosa (4 leg.), aud. terr. de Búrgos (32), c. g. de las Provincias Vascongadas (á Vitoria 12), dióc. de Pamplona (8). sit. en un pequeña llanura á la falda del monte Aralar; con clima húmedo pero sano. Tiene 112 casas esparcidas su mayor parte en cas., la municipal y una posada; escuela de ambos sexos concurrida por 62 alumnos y dotada con 3,000 rs.; igl. parr. (Santa Fe) de segundo ascenso, servida por un vicario y 3 beneficiados; una ermita (San Saturnino) y cementerio; por medio de la v. cruza un arroyo tributario del r. Oria, y de sus aguas se aprovechan los vec., asi como de las 45 fuentes que hay en el térm. 5 de las cuales son minerales pero sin analizarse todavia. El térm. que es de 2 leg. de N. á S. y de 1 de E. á O., confina N. Arama y Alza; E. Gainza y Abalcisqueta; S. Ataun y montes de Aralar, en que tiene comunidad de pastos con otros pueblos, y O. Lazcano y Villafranca; á la dist. de una hora de la v. se ve un peñon llamado Ansoco gaztelu, con murallas dominando toda la prov.; el cual debió ser en la antigüedad una fortificacion bien construida. El terreno es de buena calidad y en lo general de regadio y con bastante arbolado de nogales, cerezos, avellanos y castaños. caminos: locales. El correo se recibe de Villafranca. prod: maiz, trigo, lino, legumbres, hortalizas y frutas; cria ganado lanar y vacuno; poca caza y pesca de truchas esquisitas, anguilas, lampreas, madrillas y barbos. ind.: la agrícola y pecuaria. pobl.: 219 vec., 1,102. riqueza imp.: 121,770 rs. vn. Los naturales de esta v. tienen grande celebridad por lo sobresalientos y aventajados en los bailes del pais. Es patria del famoso Juan Ignacio de Istueta (Capaguinchigui), autor de la historia de los bailes antiguos del pais Vascongado y recopilador de las canciones tambien antiguas. Esta pobl. dependió de la jurisd. de Villafranca, y Felipe III la eximió por cédula de 13 de abril de 1615; concediéndole el fuero de San Sebastian: desde entonces votó con las juntas generales de la prov. con 10 fuegos, en el 57º lugar.
(Madoz, 1850, p. 451)

## Demografía
Zaldivia cuenta con una población de 1740 habitantes (INE 2024).
| Gráfica de evolución demográfica de Zaldivia entre 1842 y 2021                                                      |
| |
| Población de derecho según los censos de población del INE Población de hecho según los censos de población del INE |

## Patrimonio
- Casa Consistorial

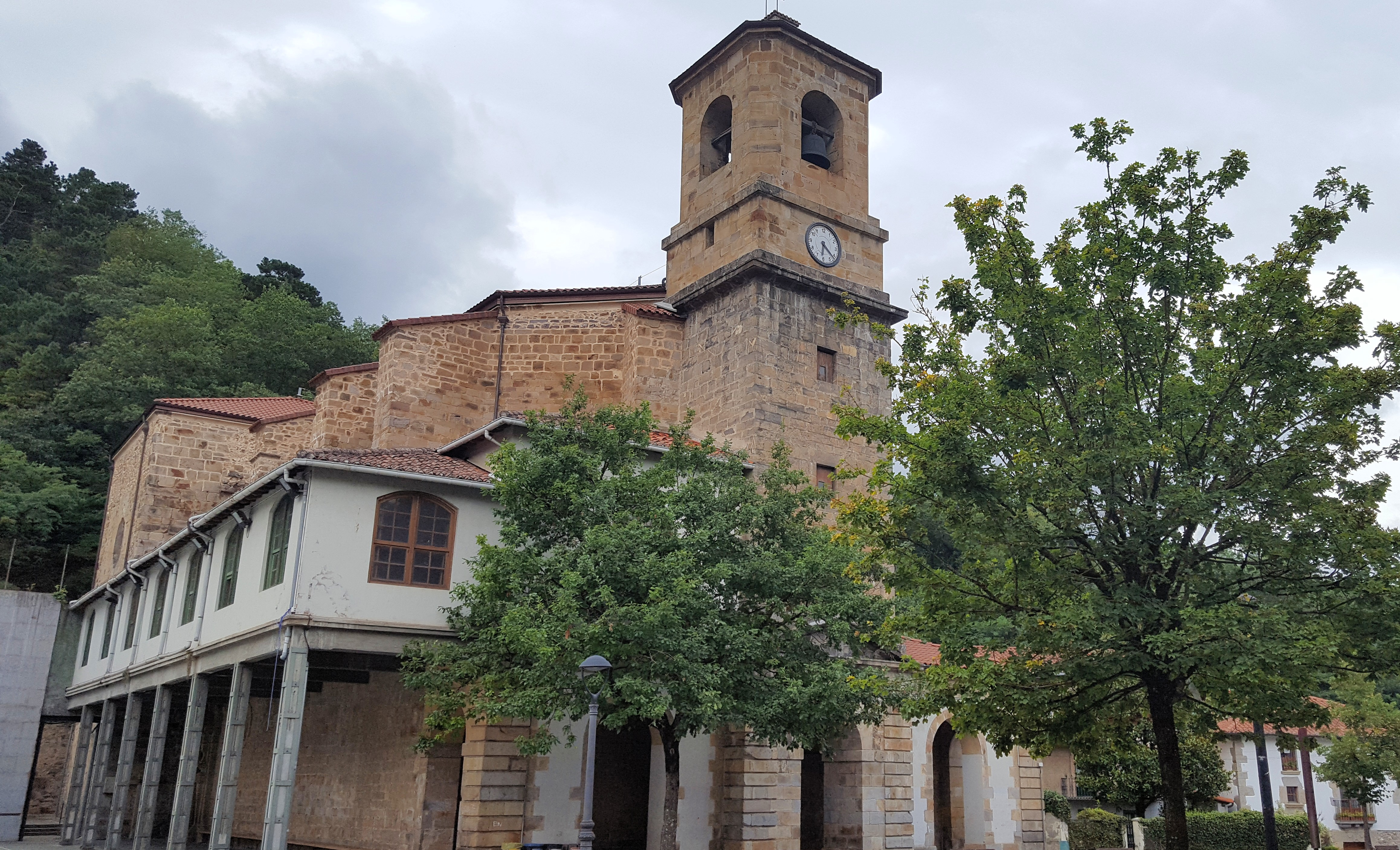
Iglesia de Santa Fe

- Iglesia de Santa Fe,[4] gótica del siglo XVI. Da nombre a las fiestas locales, que se celebran el 6 de octubre
- Ermita de San Saturnino, se encuentra en las afueras del pueblo a las faldas del monte Txindoki.

## Administración y política
Elecciones municipales de 2003
En las elecciones municipales de 2003, las candidaturas de Batasuna fueron ilegalizadas por el Tribunal Supremo, por lo que no pudieron concurrir a las elecciones, a las que finalmente solo se presentaron Aralar, PSE-EE y PPV. En 1999, Euskal Herritarrok había logrado el 82,2 % de los votos (683) y los nueve ediles de la corporación. Aralar consiguió 510 votos (91,4 %), por lo que obtuvo los nueve concejales del consistorio, con Patxi Aierbe como alcalde. Zaldivia fue la única alcaldía conseguida por Aralar en 2003.
El entorno de las listas ilegalizadas pidió el voto nulo, que en Zaldivia fue de 434 votos. Entendiendo que pertenecían a Batasuna, Aralar renunció a cuatro de las nueve actas de concejal, por lo que la corporación funcionó entre 2003 y 2009 solo con cinco concejales.
Elecciones municipales de 2007
Resultó ganador el ya alcalde del municipio, Patxi Aierbe, cuya lista consiguió de nuevo las nueve concejalías del ayuntamiento, de las cuales cedió cuatro a la candidatura ilegalizada de EAE-ANV, que habría obtenido el mismo número de votos que Aralar (435 de los 442 votos nulos eran papeletas de EAE-ANV), y con la cual llegó al acuerdo de tratar de consensuar todas las decisiones del consistorio.
En junio de 2009 el alcalde Patxi Aierbe, y los tres concejales, todos ellos de Aralar, decidieron abandonar sus cargos ante la situación de bloqueo del Ayuntamiento, que atribuyeron a la actuación de EAE-ANV. La Diputación foral de Guipúzcoa nombró en diciembre a los nueve vocales que integrarán la comisión gestora que administrará el Ayuntamiento. Cinco de las nueve personas que integran esta comisión se presentaron en las pasadas elecciones locales por la lista de EAE-ANV, que fue anulada por los tribunales. Los nueve vocales tendrán que designar al presidente, que actuará como alcalde.
Elecciones municipales de 2011
Joxan Etxabe, es el nuevo alcalde de Zaldivia después de que su partido, Bildu, ganara las elecciones con mayoría absoluta (67,77 % de los votos).
Elecciones municipales de 2015
Joxan Etxabe es reelegido alcalde de Zaldivia después de que EH Bildu ampliará su mayoría absoluta (72,86 % de los votos).
| Partido político                                              | 2015  | 2015       | 2011  | 2011       | 2007  | 2007       | 2003        | 2003        | 1999  | 1999       | 1995  | 1995       | 1991  | 1991       |
| Partido político                                              | %     | Concejales | %     | Concejales | %     | Concejales | %           | Concejales  | %     | Concejales | %     | Concejales | %     | Concejales |
| Euskal Herria Bildu (EH Bildu)-Bildu                          | 72,86 | 7          | 67,77 | 7          | —     | —          | —           | —           | —     | —          | —     | —          | —     | —          |
| Zaldibian Herrigintzan (ZH)                                   | 21,74 | 2          | 25,38 | 2          | —     | —          | —           | —           | —     | —          | —     | —          | —     | —          |
| Partido Socialista de Euskadi-Euskadiko Ezkerra (PSE-EE PSOE) | 0,94  | 0          | 1,42  | 0          | 2,71  | 0          | 2,15        | 0           | 6,39  | 0          | 1,12  | 0          | —     | —          |
| Partido Popular del País Vasco (PP)                           | —     | —          | 0,24  | 0          | 1,67  | 0          | 4,66        | 0           | 2,53  | 0          | —     | —          | —     | —          |
| Aralar                                                        | —     | —          | —     | —          | 90,62 | 9          | 91,04       | 9           | —     | —          | —     | —          | —     | —          |
| Euskal Herritarrok (EH)-Herri Batasuna (HB)                   | —     | —          | —     | —          | —     | —          | Ilegalizado | Ilegalizado | 82,29 | 9          | 58,98 | 6          | 49,22 | 4          |
| Zaldi-Ibia Udal Taldea (ZUT)                                  | —     | —          | —     | —          | —     | —          | —           | —           | —     | —          | 38,78 | 3          | 50,05 | 5          |